# Iwaniwka (rejon hołowaniwski)
Iwaniwka (ukr. Іванівка) – wieś na Ukrainie, w obwodzie kirowohradzkim, w rejonie hołowaniwskim, w hromadzie Nadłak. W 2001 liczyła 594 mieszkańców, spośród których 574 wskazało jako ojczysty język ukraiński, 15 rosyjski, 2 mołdawski, 2 białoruski, a 1 inny.

## Urodzeni
- Natan Rybak